# Klárafalva
Klárafalva es un pueblo húngaro perteneciente al distrito de Szeged, condado de Csongrád-Csanád.

## Superficie
Cuenta con una superficie de 9,10 km².

## Demografía
Hasta 2024 la población era de 435 habitantes, con una densidad de población de 47,80 hab/km².
| Gráfica de evolución demográfica de Klárafalva entre 2020 y 2024 |
|                                                                  |
| Datos según la Oficina Central de Estadística de Hungría.        |